# Полуденный Сардай
Полуденный Сардай — река в России, протекает в Афанасьевском районе Кировской области. Устье реки находится в 5,9 км по правому берегу реки Сардай. Длина реки составляет 11 км.
Река берёт начало на границе с Удмуртией в 24 км к юго-западу от села Гордино (центр Гординского сельского поселения). Река течёт на восток по ненаселённому лесу.

## Данные водного реестра
По данным государственного водного реестра России относится к Камскому бассейновому округу, водохозяйственный участок реки — Кама от истока до водомерного поста у села Бондюг, речной подбассейн реки — бассейны притоков Камы до впадения Белой. Речной бассейн реки — Кама.
По данным геоинформационной системы водохозяйственного районирования территории РФ, подготовленной Федеральным агентством водных ресурсов:
- Код водного объекта в государственном водном реестре — 10010100112111100000115
- Код по гидрологической изученности (ГИ) — 111100011
- Код бассейна — 10.01.01.001
- Номер тома по ГИ — 11
- Выпуск по ГИ — 1